# Nieuwe Statenzijl
Nieuwe Statenzijl (Gronings: Nij Stoatenziel) is een gehucht in de gemeente Oldambt in de provincie Groningen (Nederland). Nieuwe Statenzijl telt 6 huizen.

## Geschiedenis en locatie
Nieuwe Statenzijl is ontstaan toen tussen 1862 en 1864 de Reiderwolderpolder werd ingedijkt. Het gehucht ligt op 150 meter afstand van de grens met Duitsland. Vanaf de dijk kun je kijken tot aan de havens van Emden en Delfzijl.

## Sluizen
In 1707 besloot de toenmalige Raad van State in deze regio, om militair-strategische redenen, een sluis aan te laten leggen en zo ontstond Oude Statenzijl, een buurtschap in de huidige gemeente Oldambt.

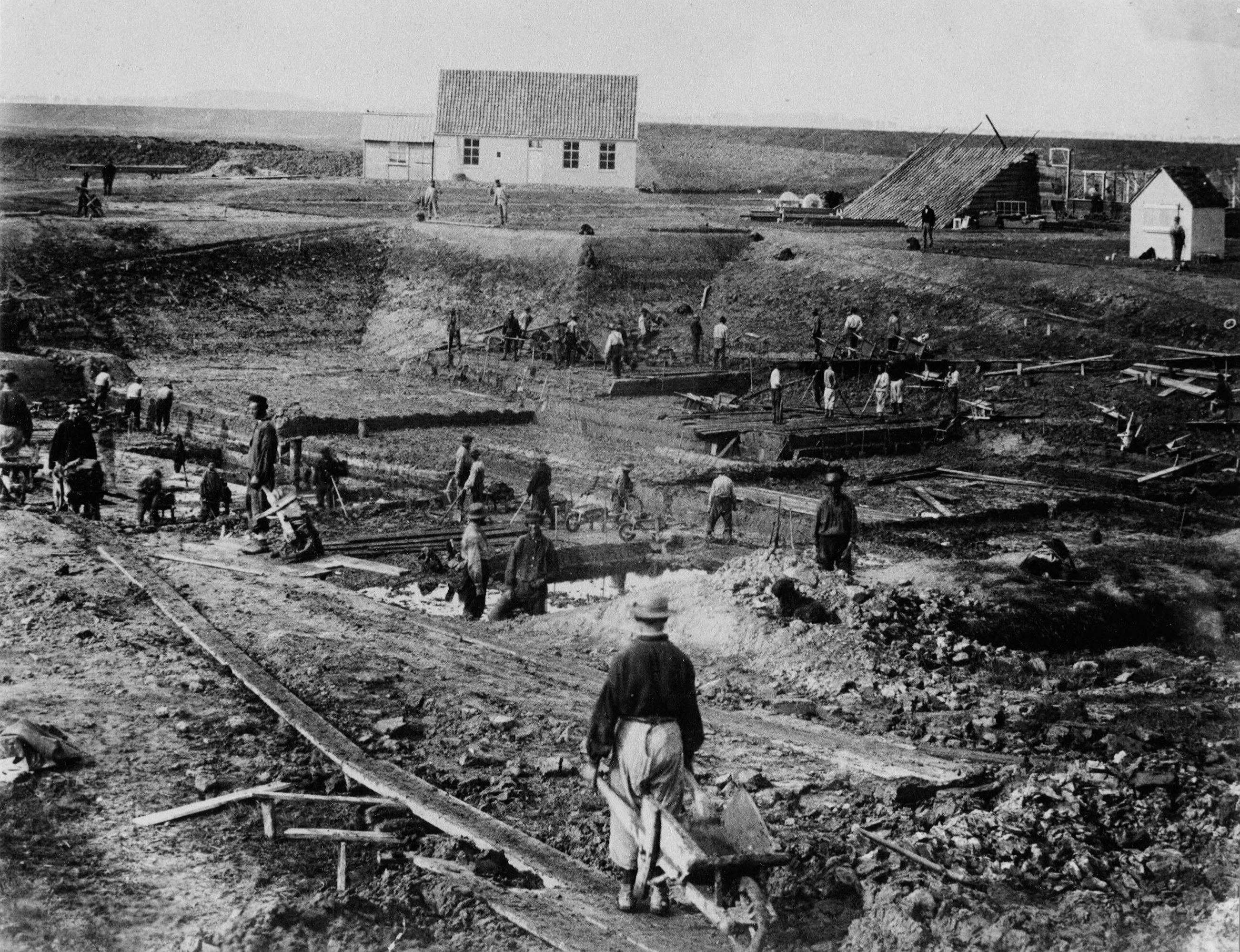
Arbeiders bezig met de aanleg van de spilsluis (1875)

Als gevolg van de voortschrijdende inpolderingen van het Noord-Groninger land werd er in 1876, iets noordelijker, een nieuwe spuisluis gebouwd, bij Nieuwe Statenzijl. Deze werd in 1907 door Klaas de Grooth uitgebreid met een schutsluis ten behoeve van de kleine binnenvaart die zich daar bezighield met het transport van aardappelen en bieten. 
Na de watersnood van 1953 werden plannen gemaakt de zeedijken langs de Nederlandse kust te versterken. Eind 1957 werd de Deltawet aangenomen. Om de zeedijk bij Nieuwe Statenzijl te verzwaren was een aanpassing van het sluizencomplex noodzakelijk. Twee nieuwe sluizen werden gebouwd op het terrein tussen de twee oude sluizen. De oude sluizen bleven tijdens de werkzaamheden in gebruik. In 1988 begon men met de werkzaamheden en in juni 1990 waren de sluizen gereed. De dijken werden op deltahoogte gebracht en begin 1991 was het werk gereed.
De grote spuisluis scheidt de Westerwoldse Aa en de Dollard. Via de Westerwoldse Aa, die vanaf Bad Nieuweschans ook wel de Binnen Aa wordt genoemd, wordt het overtollige water uit Oost-Groningen en Zuidoost-Drenthe - een aaneengesloten gebied van in totaal 92.000 hectare – richting de Dollard afgevoerd. Als de spuicapaciteit van de geautomatiseerde sluis bij een hoge waterstand in de rivier maximaal wordt benut, kan er dagelijks negen miljoen m3 water op de Dollard worden geloosd.
De ernaast gelegen schutsluis verschaft de kleinere schepen toegang tot de Dollard. Schepen van maximaal 8,5 meter breed en 70 meter lang kunnen hiervan gebruik maken. De dubbele sluisdeur aan de Dollardkant zorgt voor extra veiligheid bij hoogwater.
Het sluizencomplex werd op 21 mei 1991 door koningin Beatrix officieel in gebruik gesteld.
Aan de Dollardzijde van de sluis bevindt zich een kleine jachthaven.

## Trivia
- Bij Nieuwe Statenzijl staat de vogelkijkhut de Kiekkaaste. Deze bevindt zich een eind de kwelders in en biedt uitzicht over het kwelder-, slikken- en wadgebied van de Dollard. Het Marcelluspad ernaartoe bestaat grotendeels uit plankieren en kan bij zeer hoge waterstand onbegaanbaar zijn.
- De zanger Ede Staal heeft een tijd gewoond in Nieuwe Statenzijl. De tekst van het lied dat hij over het gehucht schreef is op een plaquette bij de sluis aangebracht.
- Op de dijk naast de sluis staat het kunstwerk Waaiboei (1996) van beeldend kunstenaar Martin Borchert.

## Afbeeldingen

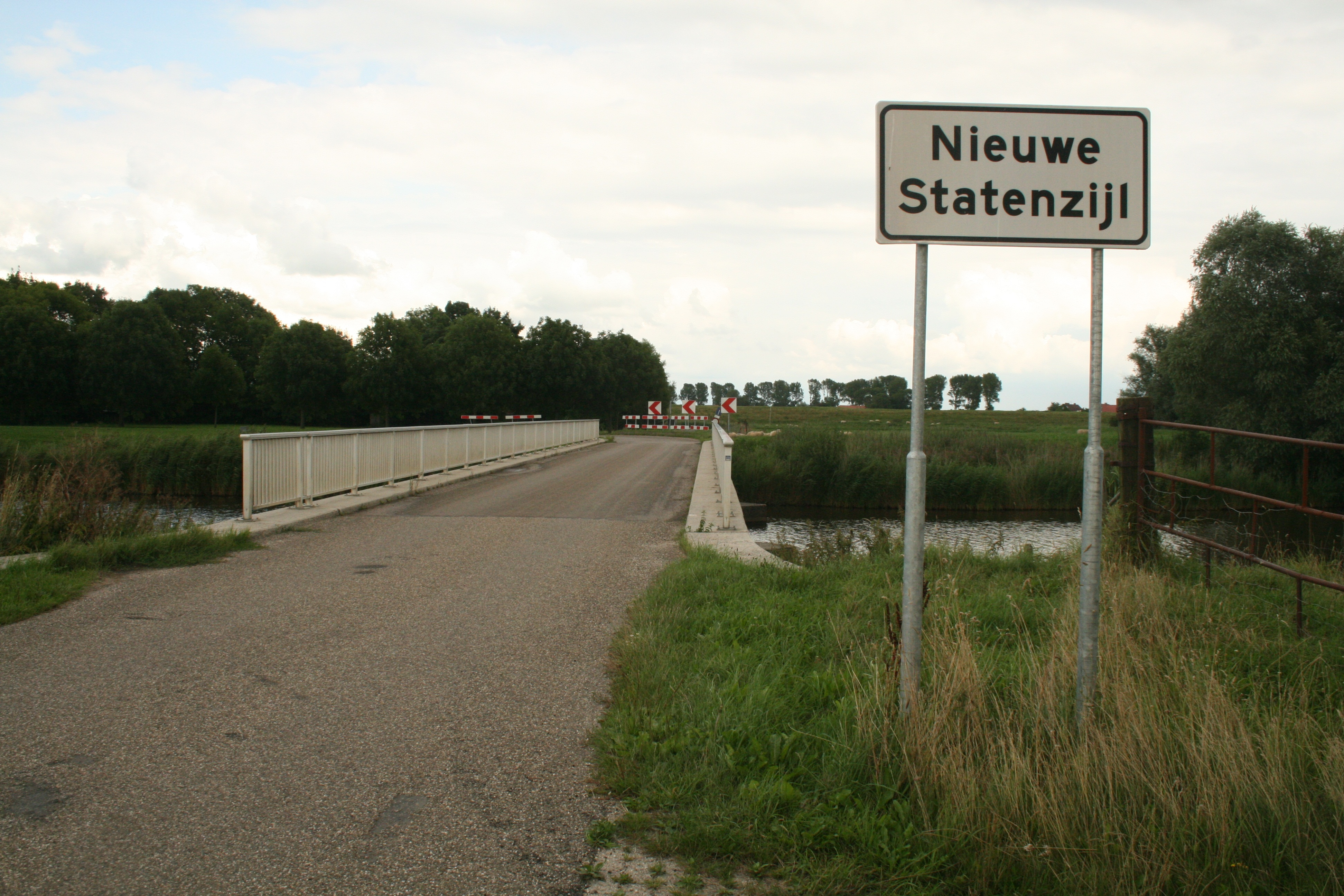
Plaatsnaambord Nieuwe Statenzijl
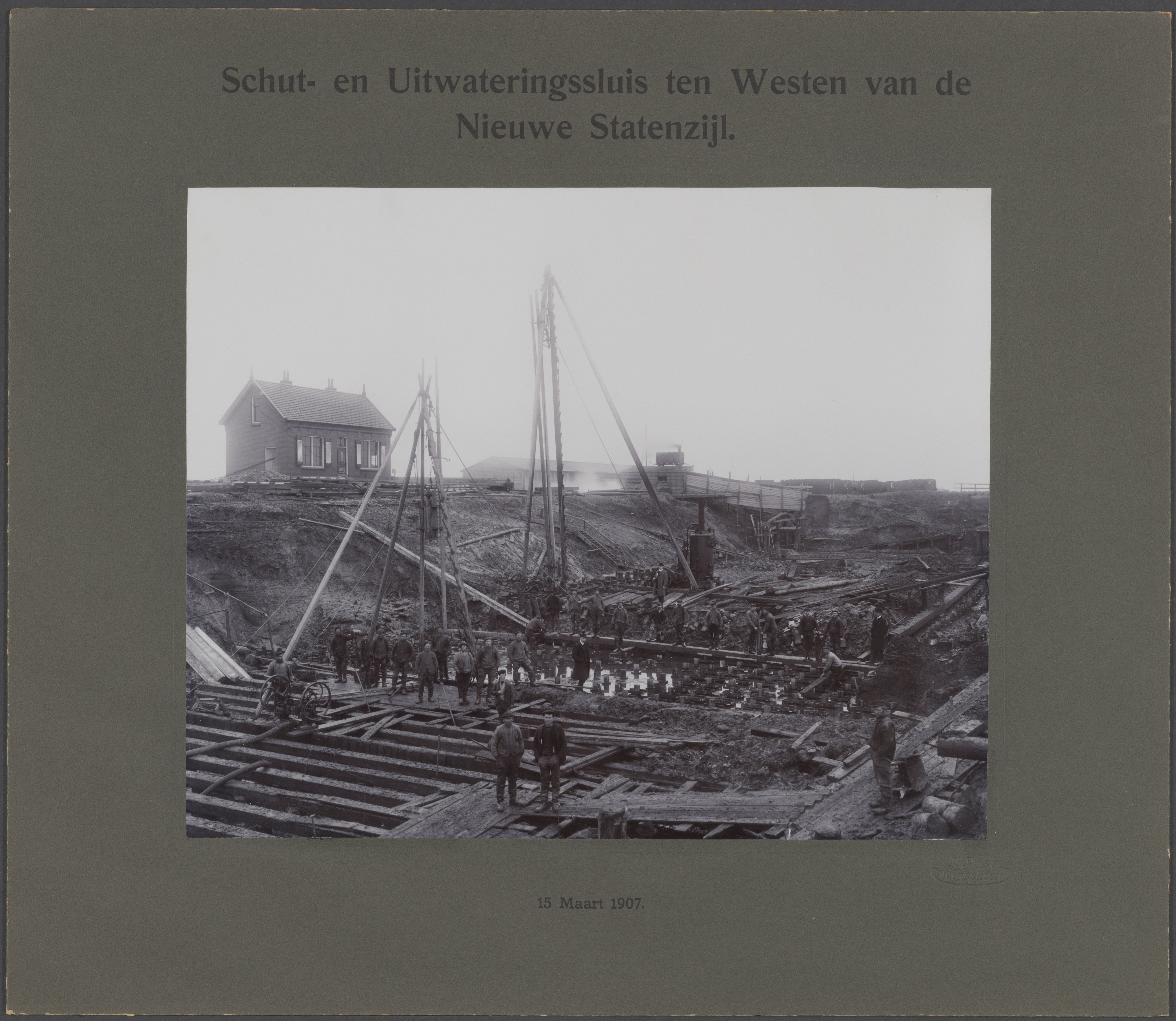
Schut- en spuisluis ten westen van de Nieuwe Statenzijl (1907)
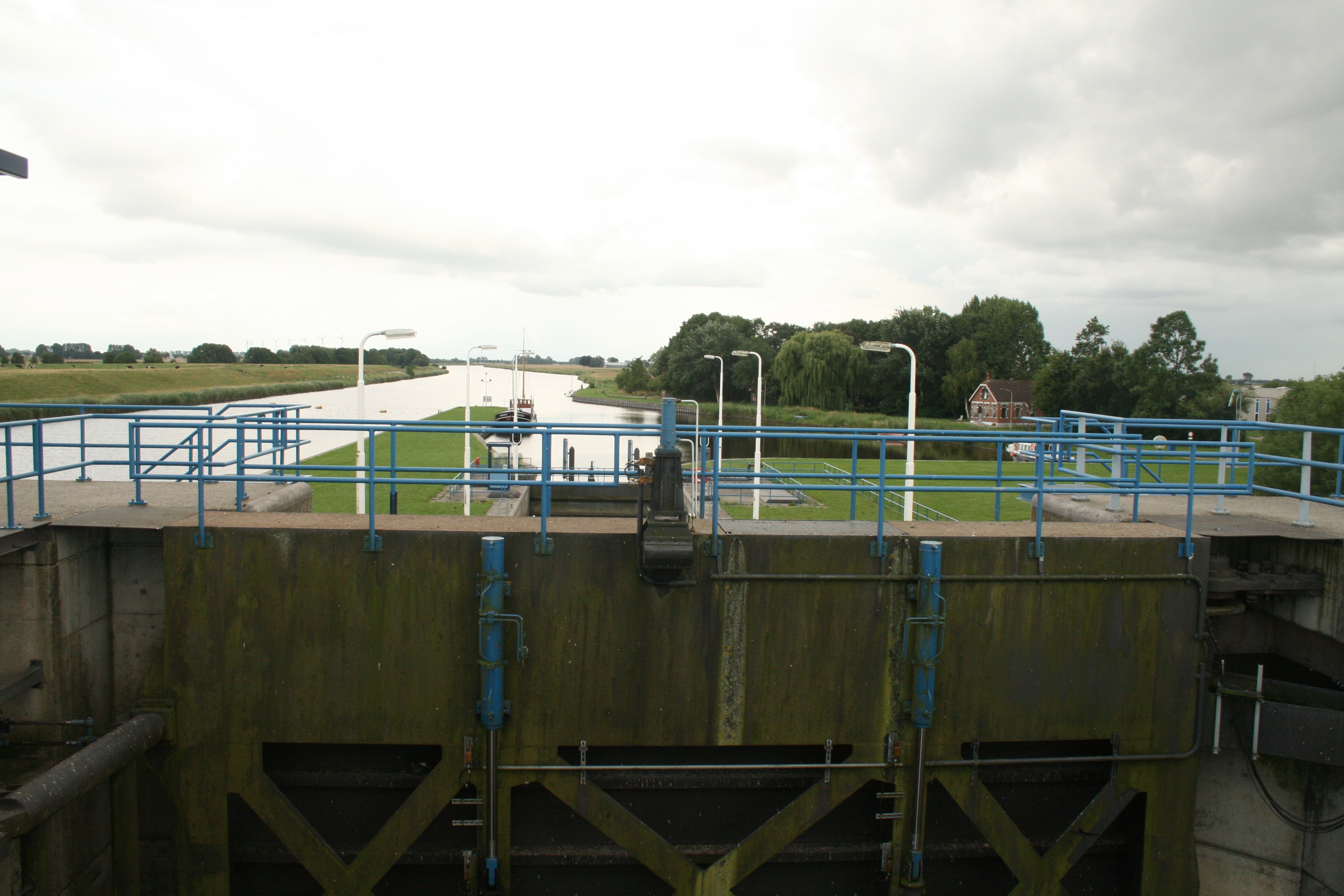
Schutsluis Dollardzijde (2010)
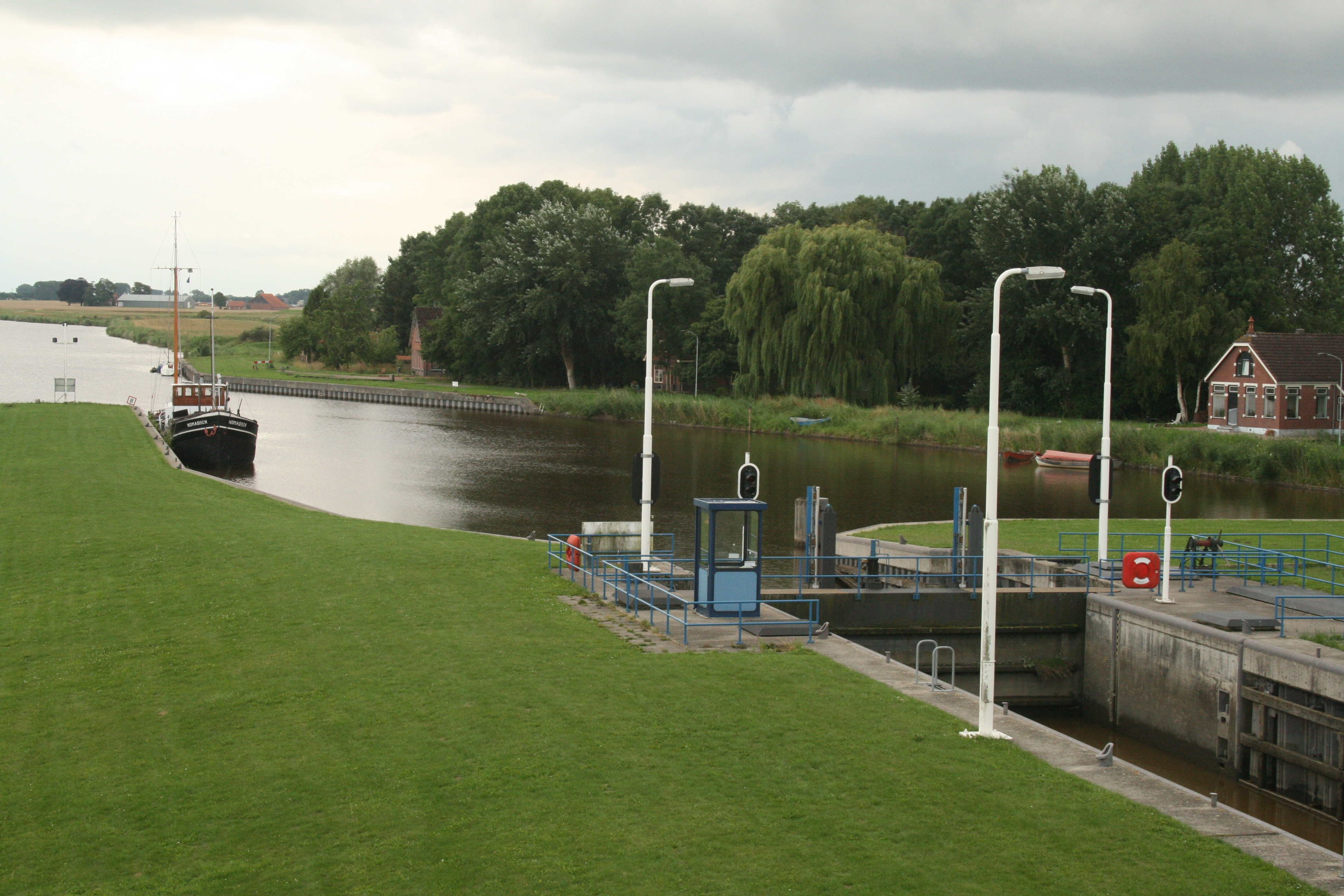
Schutsluis landzijde (2010)
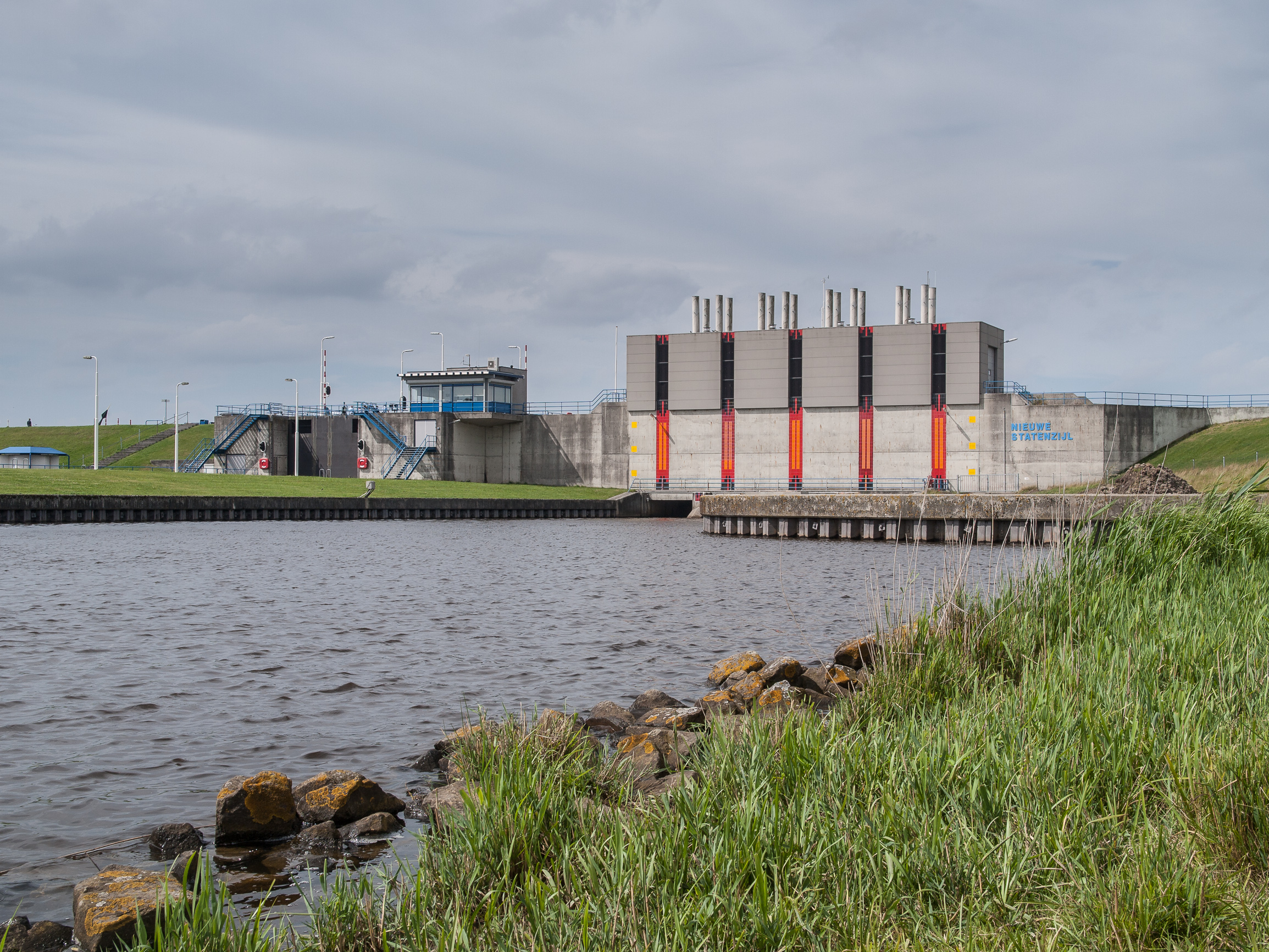
Sluizencomplex gezien vanaf de Westerwoldse Aa zijde (2013)
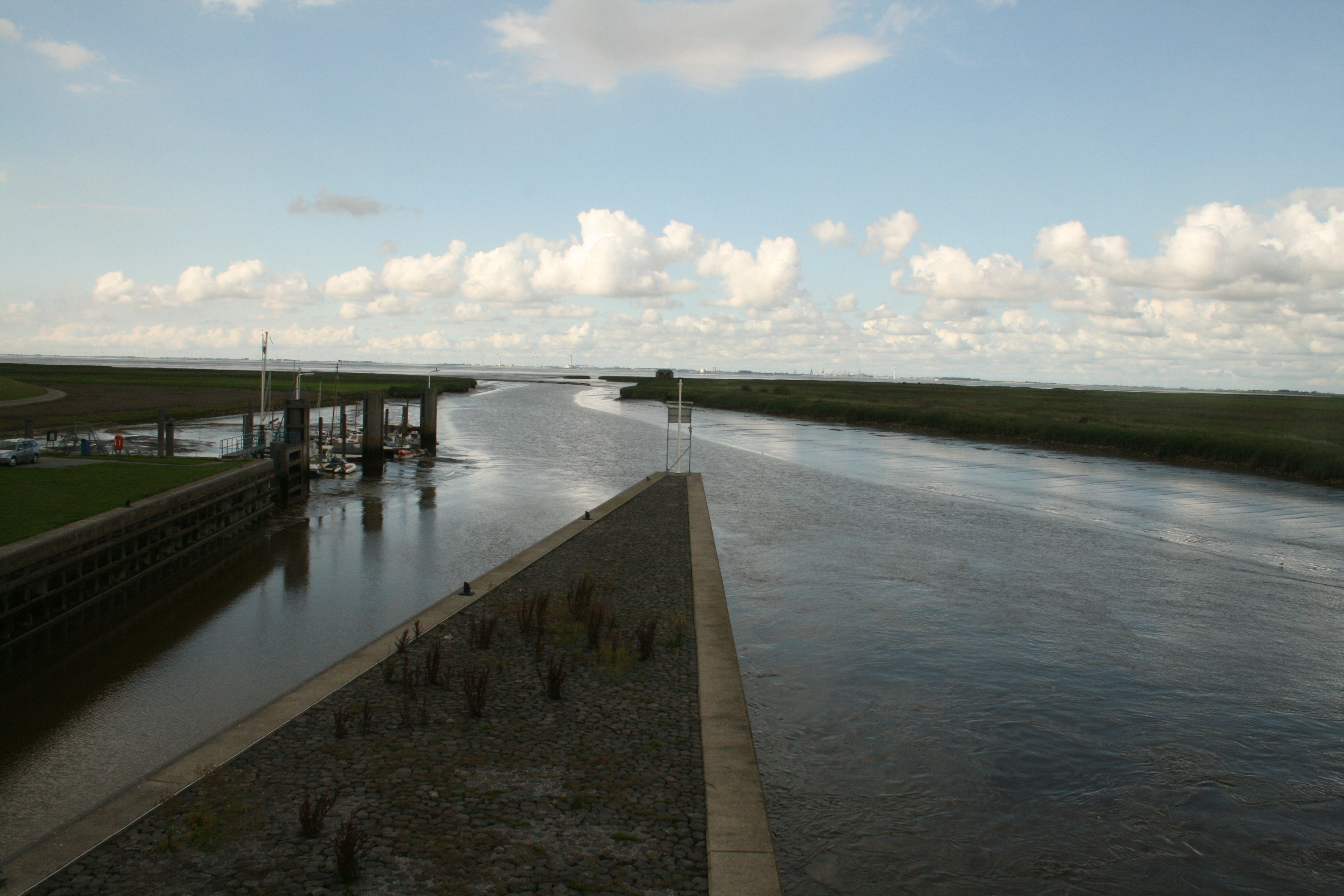
Dollardzijde met kleine jachthaven (2010)
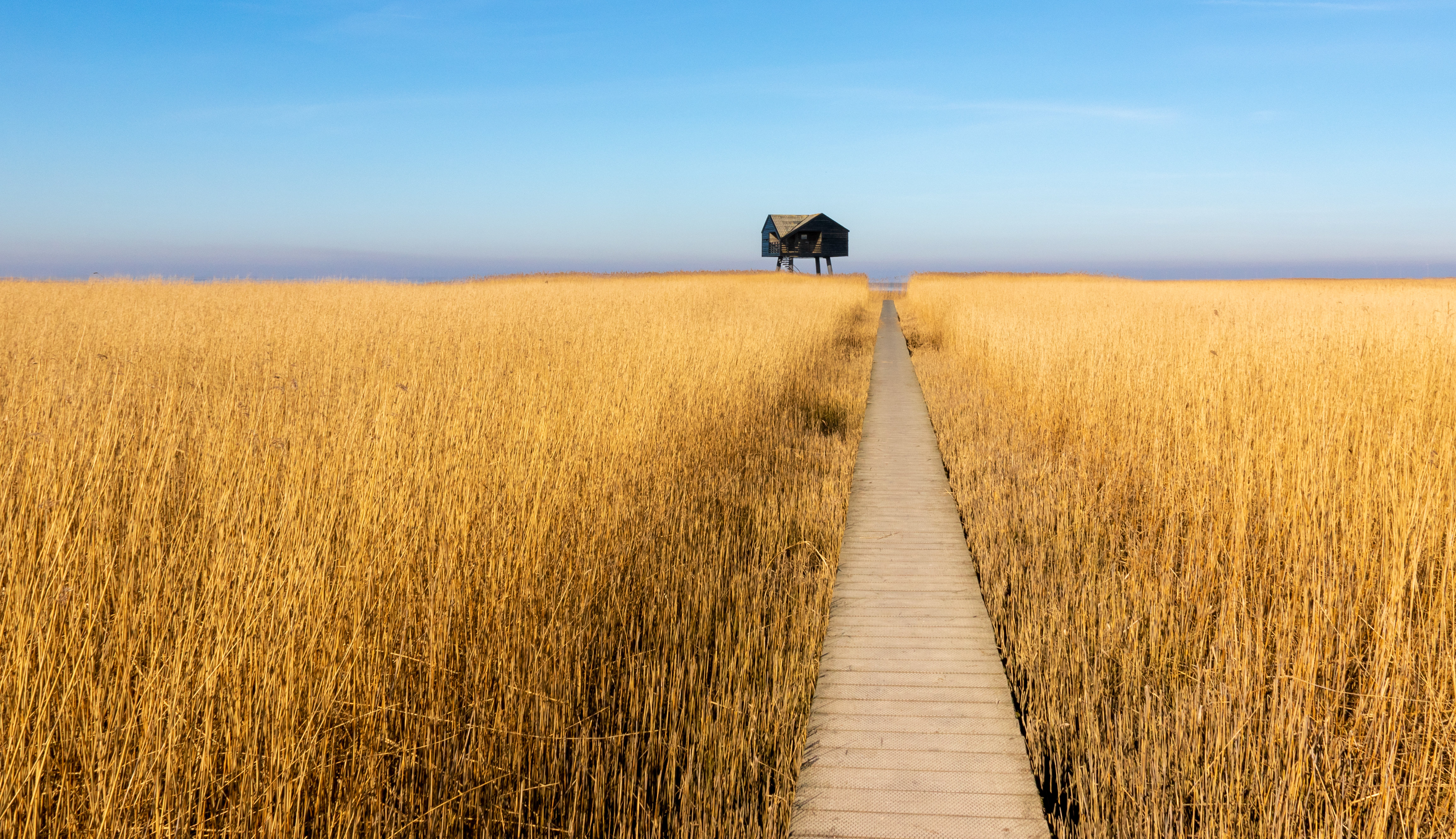
Zicht op de Dollard met vogelkijkhut de Kiekkaaste. In de verte Emden (2010)
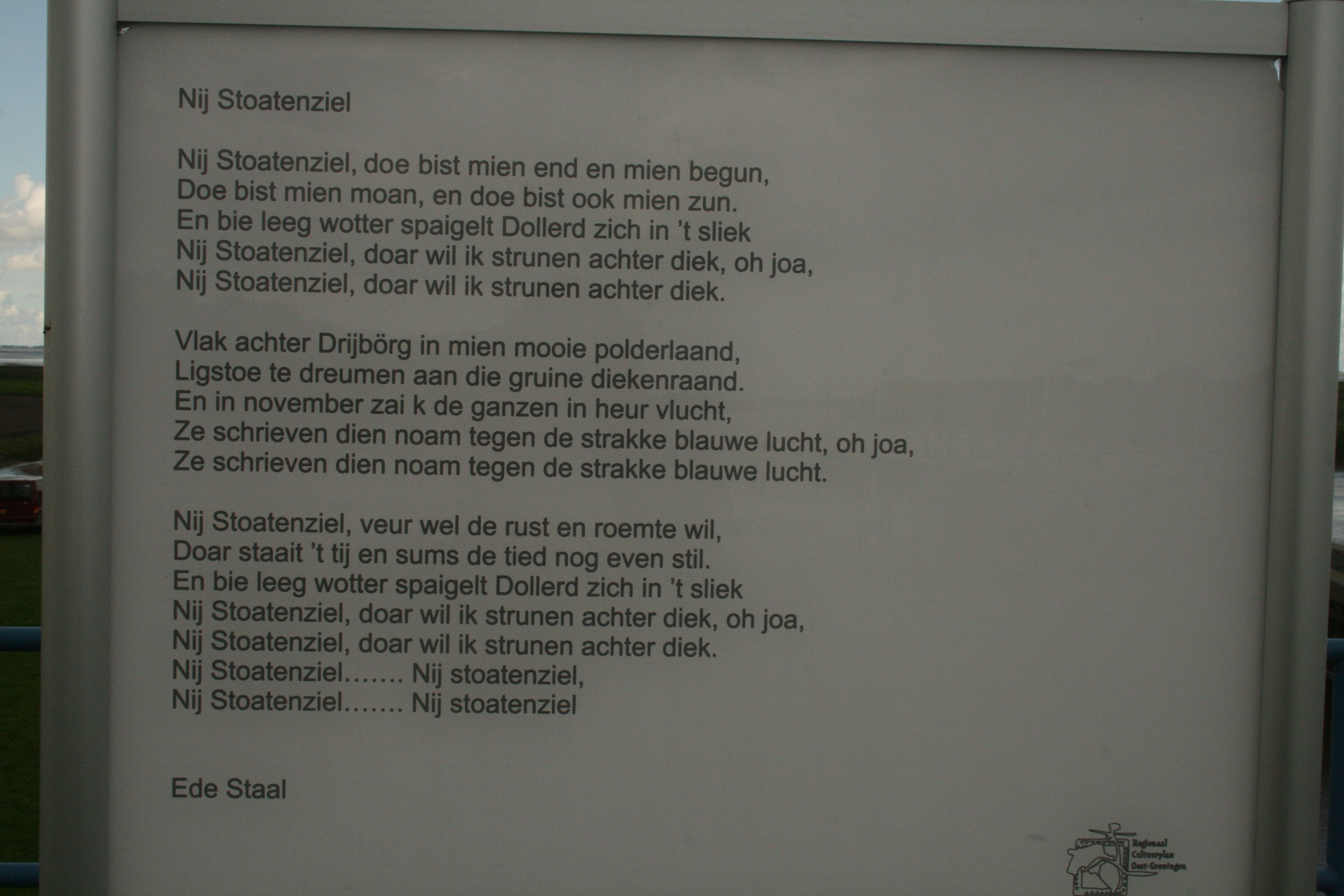
Plaquette met tekst Ede Staal (2010)
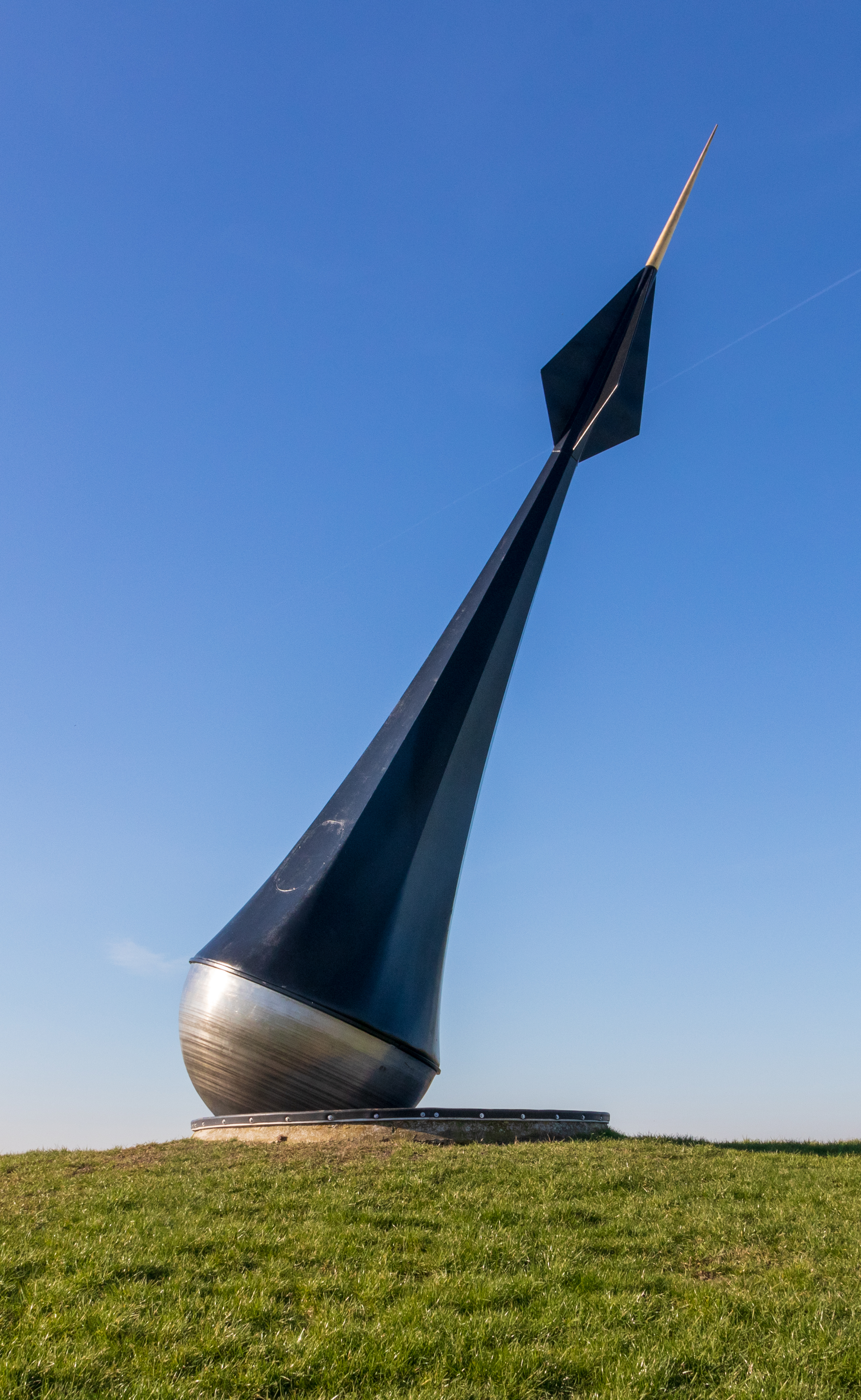
Kunstwerk Waaiboei van Martin Borchert (2010)

Stad: Winschoten

Dorpen: Bad Nieuweschans · Beerta · Blauwestad · Drieborg · Eexta · Finsterwolde · Heiligerlee · Midwolda · Nieuw-Beerta · Nieuwolda · Nieuw-Scheemda · Oostwold · Scheemda · 't Waar · Westerlee

Buurtschappen (en voormalige buurtschappen): Beertsterhoogen · Bellingwolderzijl · Bikkershorn · Booneschans · Bovenburen · Bovenstreek (Westerlee) · Bovenstreek (Winschoten) · De Kamp · De Dellen · Eextahaven · Egypterdijk · Ekamp · Finsterwolderhamrik · Ganzedijk · De Garsten ·  Goldhoorn · Hamdijk · Hardenberg · Hongerige Wolf · Kloostergare · Kopaf · Kostverloren · Kromme-Elleboog · Kroonpolder · Lutje Loug · Meerland · Munnekeveen · Napels · Niesoord · Nieuwe Statenzijl · Nieuwolda-Oost · Polderdwarsweg ·  (Winschoter) Oostereinde · Oostwolderhamrik · Oostwolderpolder · Oudedijk · Oudekerk · Oude Statenzijl · Oudezijl · Reiderwolderpolder · Scheemdermeer · Scheemderzwaag · Scheveklap · Sint-Vitusholt (of Achterholt) · Stadspolder · Stoksterhorn · Tranendal · Tutjeshut · Ulsda · Veenhuizen · Westeind · Winschoterhogebrug · Winschoterzijl · Zandhoogte · Zuiderveen 

Voormalige gemeenten: Reiderland · Scheemda · Winschoten

Groningen: Steden en dorpen      Nederland: Provincies · Gemeenten